# Ясногорск-Забайкальский
Ясногорск-Забайкальский — упразднённая станция (тип населённого пункта) в Оловяннинском районе Забайкальского края. Входил в состав Ясногорского городского поселения. В 2001 году исключен из учётных данных. Фактически включена в состав посёлка Ясногорск; ныне улица Станционная посёлка.

## География
Располагалась к югу от одноимённой железнодорожной станции Забайкальской железной дороги.